# Great Bend (Kansas)
Pour les articles homonymes, voir Great Bend.
La ville de Great Bend est le siège du comté de Barton, situé dans le Kansas, aux États-Unis.